# Jana Dítětová
Jana Dítětová (ur. 7 października 1926 w Pilźnie, zm. 9 listopada 1991 w Pradze) – czeska aktorka filmowa, teatralna, telewizyjna i dubbingowa. 

## Wybrane role filmowe
- 1942: Karel a já – Božka, córka Šourka
- 1943: Šťastnou cestu – Boženka
- 1944: U pěti veverek – pokojówka Růžena
- 1945: Prstýnek – Baruška Sochorová
- 1947: Nikt nic nie wie (Nikdo nic neví) – Věra Budínová
- 1948: Pocałunek na stadionie (Polibek ze stadionu) – Květa Fabiánová
- 1949: Szalona Barbara (Divá Bára) – Eliška
- 1951: Zahartowani (Zocelení) – Marie
- 1953: Anna proletariuszka (Anna proletářka) – Máňa
- 1953: Wakacje z aniołem (Dovolená s Andělem) – Milada Pavlátová, spawaczka
- 1954: Kawiarnia przy głównej ulicy (Kavárna na hlavní třídě) – Jindřiška Sejková
- 1955: Psiogłowcy (Psohlavci) – Hančí
- 1957: Przystanek na peryferiach (Tam na konečné) – Maruna
- 1959: Majowe gwiazdy (Májové hvězdy / Майские звёзды) – matka Dušana
- 1968: Żart (Žert) – Helena Zemánková
- 1975: Ostatni beztroski miesiąc (Plavení hříbat) – Konečná
- 1976: Dym z ziemniaków (Dým bramborové natě) – Šimonová
- 1977: Jak wyrwać ząb wielorybowi (Jak vytrhnout velrybě stoličku) – babcia
- 1977: Trzydzieści przypadków majora Zemana (30 případů majora Zemana) – Jiřina Králová (serial TV)
- 1984: Elektroniczne babcie (Babičky dobíjejte přesně!) – Carmen
- 1985: Z diabłami nie ma żartów (S čerty nejsou žerty) – Anna Máchalová, babcia Petra
- 1985: Rozterki kucharza Svatopluka (Rozpaky kuchaře Svatopluka) – magazynierka Horáčková (serial TV)

## Źródła
- Jana Dítětová w bazie IMDb (ang.)
- Jana Dítětová w bazie Filmweb
- Jana Dítětová w bazie Kinobox.cz (cz.)
- Jana Dítětová. w bazie ČSFD.cz. (cz.).
- Jana Dítětová. w bazie FDb.cz. (cz.).